# Véhicule-réseau

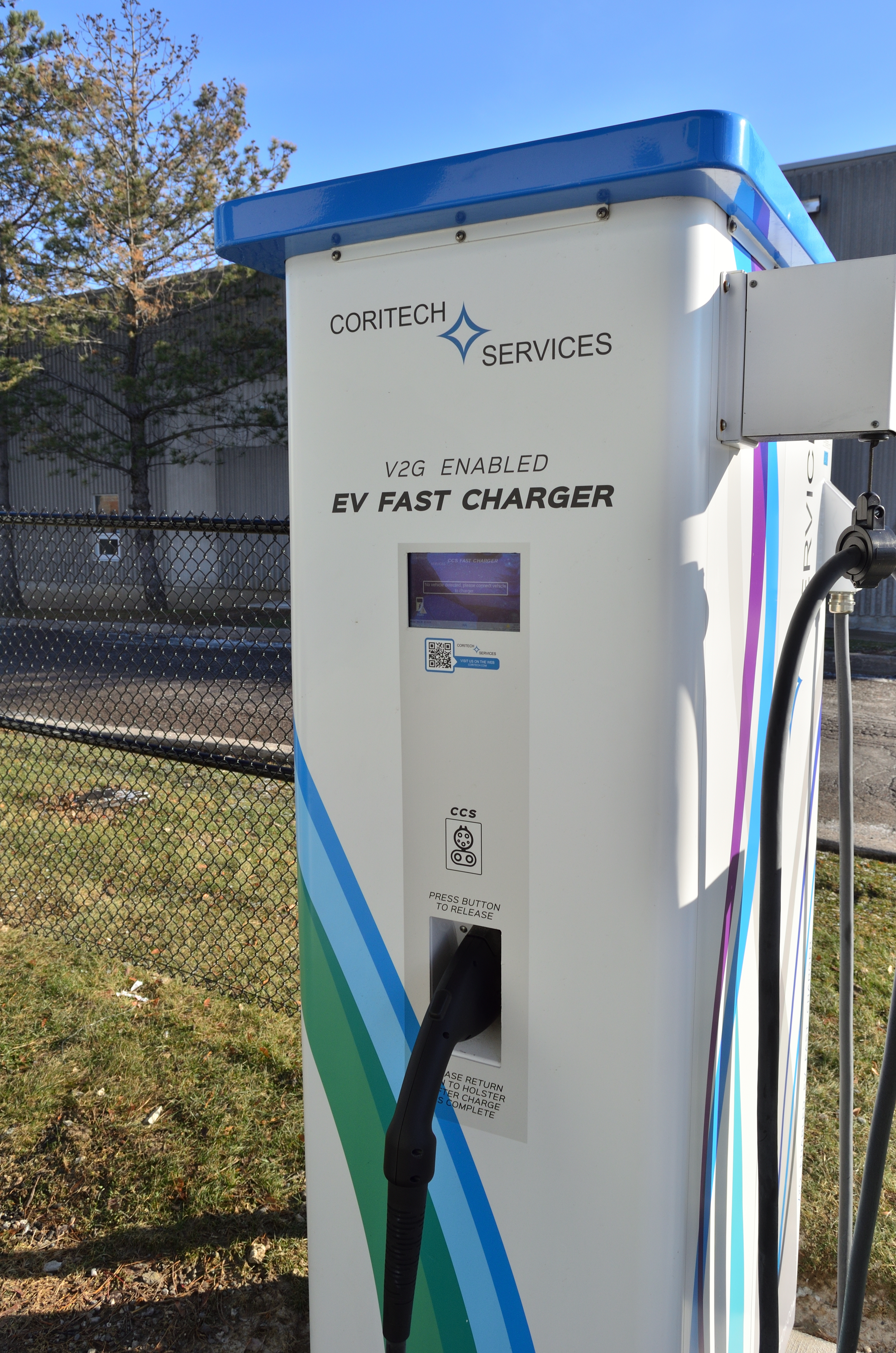
Une borne de recharge rapide pour véhicule électrique compatible avec le véhicule-réseau.

Le véhicule-réseau (en anglais : vehicle-to-grid, V2G) est un concept d'exploitation des véhicules électriques à prise, tels que les véhicules électriques à batterie (BEV) et les hybrides rechargeables (PHEV), et ceux à pile à combustible à l'hydrogène (FCEV), qui sont connectés au réseau électrique pour vendre des services de réponse à la demande, soit en renvoyant de l'électricité au réseau, soit en réduisant leur taux de charge. La capacité de stockage des V2G leur permet d'absorber une part de la surproduction d'énergie renouvelable en heures creuses pour la restituer en heures de pointe, contribuant ainsi à pallier l'intermittence d'énergies telles que le solaire ou l'éolien, en stockant, puis restituant l'électricité produite.
Étant donné qu’à tout moment, 95 % des voitures sont garées, les batteries des véhicules électriques pourraient être utilisées pour transférer de l’électricité de la voiture au réseau de distribution électrique et inversement, afin de contribuer à l'ajustement offre-demande d'électricité.

## Définition
Le concept de « véhicule-réseau » trouve son origine dans la constatation qu'à tout moment, 95 % des voitures sont garées sur un parking ou dans un garage. Celles d'entre elles qui sont équipées d'une batterie d'une capacité supérieure aux besoins quotidiens de leur propriétaire peuvent donc être utilisées comme moyens de régulation du système électrique de deux façons. La première consiste à charger leur batterie à partir du réseau pendant les heures de faible demande ou celles de forte production des énergies intermittentes. La deuxième consiste à réinjecter une partie de ce stock dans le réseau pendant les heures de forte demande ou celles de faible production intermittente. Une variante simplifiée consiste à utiliser l'électricité de la batterie d'une voiture garée dans la maison pour alimenter ses appareils électro-ménagers ou autres, réduisant ainsi ses appels au réseau,,, (fonctionnement en « véhicule vers réseau » ou « V2G « » pour « vehicle to grid »).

## Histoire
Jeremy Rifkin, popularise en 2011 l'idée d'utiliser les batteries des voitures électriques pour gérer les pointes de demande sur le réseau électrique et les variations de la production des énergies intermittentes,, idée qui a déjà été l'objet de publications scientifiques.

## Réalisations
En 2021, les marques coréennes Kia et Hyundai proposent la technologie « V2L » (Vehicle-to-Load) qui permet de puiser dans la batterie d’un véhicule électrique pour fournir de l’énergie à des appareils qui fonctionnent à l’électricité, par exemple les outils électroportatifs, les portables, les engins radiocommandés, les vélos à assistance électrique ou même une autre voiture électrique. En cas de coupure temporaire d’électricité, la voiture électrique peut ainsi offrir son énergie pour alimenter un réfrigérateur, un congélateur ou tout autre appareil électroménager. Cette fonctionnalité dépend du standard japonais CHAdeMO.
En 2022, Ford commercialise le F-150 Lightning, équipé d'un système de « charge bidirectionnelle » qui permet d'éviter les groupes électrogènes polluants et bruyants pour alimenter des outils électriques et peut aussi alimenter une maison pendant trois jours.

### Europe
La startup néerlandaise Jedlix a développé l'application de chargement intelligent « ZE Smart Charge », qu'elle commercialise aux Pays-Bas fin octobre 2017 et plus largement en Europe en 2018. Ce logiciel permet à la voiture de dialoguer avec le fournisseur d'énergie pour déclencher la charge au moment le plus opportun pour les gestionnaires de réseaux (à l'approche des pics de consommation) tout en tenant compte des besoins exprimés par l'utilisateur (heure de fin de la charge, autonomie souhaitée). Cette mise à disposition serait rémunérée chaque mois par un versement pouvant aller jusqu'à l'équivalent d'une recharge complète.
Jedlix a conclu des partenariats avec Tesla et BMW au début 2017, tandis que Renault annonce le lancement de ZE Smart Charge en France en 2018. En 2019, Renault lance au Portugal et aux Pays-Bas des tests de charge bidirectionnelle en conditions réelles sur 15 Renault ZOE dotées d'un chargeur « réversible ». Des tests similaires seront également lancés dans d'autres pays dont la France, l'Allemagne, la Suisse, la Suède et le Danemark, afin d'évaluer les avantages de la technologie et de définir les standards V2G qui équiperont ses futures voitures électriques.
Nissan lance en Angleterre en janvier 2018 la solution Nissan Energy Solar comprenant six panneaux solaires et le système de gestion du stockage XStorage pour redistribuer durant la nuit ou lors de journées moins ensoleillées, grâce à la batterie de la voiture, l’énergie produite par les panneaux solaires.
Nissan annonce en mars 2018 un partenariat stratégique avec l’énergéticien allemand E.ON pour développer le véhicule-réseau. Nissan annonce avoir comme objectif ultime de fournir gratuitement l’électricité aux propriétaires de ses véhicules 100 % électriques.
En octobre 2018, EDF annonce la création de la coentreprise « Dreev », en partenariat avec NUVVE, pour proposer aux automobilistes branchés, contre rémunération, d'exploiter l'énergie comprise dans les batteries de leurs voitures électriques lorsqu'elles sont immobilisées. Une offre serait lancée en France à destination des particuliers en 2022. La dépense annuelle moyenne en électricité pour les utilisateurs de voitures particulières électriques est estimée à 250 euros ; la rémunération envisagée par Dreev permettrait de la gommer intégralement, et même de dégager un petit surplus.
En décembre 2019, Jedlix lance, en association avec trois petits fournisseurs d’énergie français, ekWateur, Plüm Énergie et GreenYellow, une application mobile permettant de piloter sa recharge en tenant compte des besoins de l'automobiliste (heure de départ et niveau de charge) et de ceux du réseau (éviter les heures de pointe). L'utilisateur est rémunéré par une prime de 0,02 euros par kilowattheure rechargé via le service.
Renault annonce en 2023 que sa R5 électrique, commercialisée en 2024, sera sa première voiture à proposer la recharge bidirectionnelle, avec les fonctions V2L (vehicle-to-load) et V2G (vehicle-to-grid). Sa marque Mobilize proposera aussi le contrat d’électricité adapté, fourni par le partenaire The Mobility House, qui permet de recharger quand l’électricité est abondante et est donc moins chère, ou de renvoyer l’énergie stockée dans la batterie à la maison ou de la revendre sur le marché de l’énergie quand les prix de l’électricité sont élevés. Renault promet un coût de la recharge divisé par deux.
Le 11 juin 2025, la commune néerlandaise d’Utrecht inaugure son projet « Utrecht Energized » grâce à 50 Renault 5 E-Tech en autopartage. En utilisant le V2G, ces voitures soutiennent le réseau pendant les heures de pointe. Les Pays-Bas produisent régulièrement des pics de 20 à 27 GW d’énergie renouvelable, en avril 2025 notamment, alors qu’ils n’en consomment que 10 à 15 GW. Selon la responsable du projet pour la ville d’Utrecht, 500 véhicules électriques V2G suffisent à soutenir le réseau d’une ville de 100 000 habitants. A Utrecht, 450 autres Renault commandées, dont des Renault 4 pour des usages familiaux, seront livrées d’ici à la fin de 2025.

### Chine
En avril 2025, le gouvernement chinois annonce un projet pilote de grande ampleur dans le domaine de la recharge bidirectionnelle, dans neuf villes, dont Shanghai, Guangzhou et Shenzhen, afin de contribuer à assurer l’approvisionnement en électricité pendant les pics de demande. Des essais doivent être réalisés sur 19 véhicules (voitures, bus et camions électriques) de 10 constructeurs automobiles différents et 13 stations de recharge V2G de 9 fabricants. La ville de Shanghai a déjà élaboré un plan visant à installer 50 000 stations de recharge V2G d’ici à 2030.

## Voir également